# 坂巻学
坂巻 学（さかまき まなぶ、1982年7月6日 - ）は、日本の男性声優。埼玉県出身。マウスプロモーション所属。

## 略歴
ゲーム『ときめきメモリアル』で声優を目指した。
2006年に勝田声優学院（第22期生）卒業後、マウスプロモーション付属養成所に入所。2008年よりマウスプロモーションに所属となる。

## 人物
テレビアニメ、外画吹き替え、CDドラマなどで活躍している。
趣味・特技にはバレーボール、物事の記憶をそれぞれ挙げている。
アニメ『サザエさん』では、2012年8月26日放送回に初出演。2013年以降は、ゲストキャラクターや脇役、端役などでレギュラー出演している。その後、伊佐坂甚六役の竹村拓が兼任で担当していた中島の兄役やワカメの担任役なども担当するようになり、竹村が2023年に降板したことで甚六役も引き継いで担当するようになった。
田中敦子からは「マキマキ」と呼ばれている。
NEXON Games開発・Yostar運営によるスマートフォン向けゲームアプリ『ブルーアーカイブ -Blue Archive-』に登場する生徒（キャラクター）のプロフィール（年齢・誕生日・身長・趣味・固有武器名）を全て暗記している。
3歳下の妹がいる。

## 出演
太字はメインキャラクター。

### テレビアニメ
2008年
- 伯爵と妖精（郵便配達員）
- 破天荒遊戯（囚人B）

2009年
- 犬夜叉 完結編（太一の父）
- ゴルゴ13（警官、ギャング）
- 聖剣の刀鍛冶（騎士）
- 戦場のヴァルキュリア（団員A）
- 戦う司書 The Book of Bantorra（2009年 - 2010年、キャスマ、パダ、ザッキー）
- チーズスイートホーム あたらしいおうち（ブチ）
- 東京マグニチュード8.0
- ヒピラくん（町の人たち）
- フレッシュプリキュア!（サーカスの団長）
- WHITE ALBUM（司会者）
- マリア様がみてる 4thシーズン（医師）
- メタルファイト ベイブレード（2009年 - 2011年、フェイスハンターズD、ブレーダーA、はぐれブレーダーB、手下D、ブレーダーB、ジェット） - 3シリーズ
- 夢色パティシエール（生徒）

2010年
- 会長はメイド様!（寒川清十郎、剛田将、早瀬虹太、野球部員、参加者G 他）
- キディ・ガーランド（敵兵卒）
- ケロロ軍曹（隊員）
- さらい屋 五葉（浪人、近江屋主人、善助、使い）
- 書家（鉄砲隊A）
- 聖痕のクェイサー（2010年 - 2011年、クェイサー、大きなお友達） - 2シリーズ
- とある科学の超電磁砲（能力者、手下）
- 咎狗の血（男）
- NARUTO -ナルト- 疾風伝（2010年 - 2012年、翠雨、木ノ葉の忍、防疫隊、フー、トクマ 他）
- バクマン。（2010年 - 2013年、川崎学、下山、中野博之、新井貴作、山久雅和、SUGI 他） - 3シリーズ
- はなまる幼稚園（父兄）
- FORTUNE ARTERIAL 赤い約束（男子生徒）
- BLEACH（部下B）
- みつどもえ（警官）
- 遊☆戯☆王5D's（クラーク）

2011年
- X-MEN（老人、ラット、クモ型ミュータント）
- おじゃる丸（鬼）
- 銀魂'（手下A）
- STEINS;GATE（露天商）
- SKET DANCE（2011年 - 2012年、吉成、小倉）
- 殿といっしょ 〜眼帯の野望〜（織田家家臣C、親衛隊B、上杉家家臣、医者）
- トリコ（2011年 - 2013年、ルイ、ノリ介、ゴブリン・ラモン、アーモン、まくべえ 他）
- 魔乳秘剣帖（村人、読売）
- 遊☆戯☆王ZEXAL（2011年 - 2013年、凌牙の手下、国立ヒデ、オイリー・マッスル、兵士、研究員 他） - 2シリーズ
- 夢喰いメリー（大菅）
- ラストエグザイル-銀翼のファム-（貴族船副官）
- レベルE（佐藤）

2012年
- サザエさん（2012年 - 、マスオの兄〈2代目〉、中島の兄〈3代目〉、ワカメの担任〈5代目〉、早川の父〈2代目〉、甚六〈3代目〉 他）※2013年まではノンクレジットで参加。
- 銀河へキックオフ!!（2012年 - 2013年、ザック、郷田、藪沢イレブンコーチ、ヘヴンリーコーチ、アマリージョコーチ、カシジェス 他）
- キングダム（兵士、敵兵、脇次）
- クイーンズブレイド リベリオン（見物人A、男A）
- 戦姫絶唱シンフォギア（担当医師、医師）
- Fate/Zero（オッド・ボルザーク）
- めだかボックス（中津三年生）
- ヨルムンガンド（ルー、スピン、カットスロート、エドガー、アーキン 他） - 2シリーズ

2013年
- トリコ×ONE PIECE×ドラゴンボールZ 超コラボスペシャル!!（観客）
- ビーストサーガ（モリーク、バッファム）

2014年
- ジョジョの奇妙な冒険 スターダストクルセイダース（アラビア・ファッツ）
- そにアニ -SUPER SONICO THE ANIMATION-（下裏）
- 戦国無双SP 真田の章（真田家臣）

2015年
- 境界のRINNE（スズキくん）
- 遊☆戯☆王ARC-V（風魔月影、風魔日影）

2016年
- 金田一少年の事件簿R（駐在警官）
- Rewrite（ゲンさん、ゲンナジー）

2017年
- 遊☆戯☆王VRAINS（プロトタイプAIデュエリスト）
- お酒は夫婦になってから（マスター）

2018年
- 火ノ丸相撲（三尾錦）

2022年
- 異世界迷宮でハーレムを（ベイル亭主人）
- 名探偵コナン（岡部雄二）

2023年
- 聖剣学院の魔剣使い（ジラフ）

2024年
- ブルーアーカイブ The Animation（黒服）
- 狼と香辛料 MERCHANT MEETS THE WISE WOLF（手の者）

2025年
- 片田舎のおっさん、剣聖になる（スレナ父、店員）

### 劇場アニメ
2010年
- 空の境界（刑事）
- 劇場版BLEACH 地獄篇
- ルー=ガルー（川端）

2011年
- 劇場版 戦国BASARA -The Last Party-（兵）
- 手塚治虫のブッダ -赤い砂漠よ!美しく-
- 豆富小僧
- トリコ 3D 開幕!グルメアドベンチャー!!（アベ）
- 劇場版 NARUTO -ナルト- ブラッド・プリズン（寅）

2014年
- 宇宙戦艦ヤマト2199 星巡る方舟（ガトランティス戦士）

2021年
- 映画大好きポンポさん（コルベット）

### OVA
2009年
- テニスの王子様 Original Video Animation ANOTHER STORY〜過去と未来のメッセージ（先輩）
- ひぐらしのなく頃に礼（オタクB）

2010年
- スーパーストリートファイターIV（客）※Xbox 360版限定特典アニメ

2011年
- 最遊記外伝
- 薄桜鬼 雪華録（遊び人風の男）
- HELLSING（2011年 - 2012年、神父、通信兵） - 2作品

2012年
- みのりスクランブル!（魚茂）
- 百合星人ナオコサン（ちかん星人）

2014年
- 進撃の巨人 悔いなき選択（ヤン）※単行本第15巻DVD付き限定版

### Webアニメ
- こぴはん（2011年、野球部監督、記者、警察官、M男 A、男）
- Dot Bit Retro - ぼくだけのクソゲー（2018年、パパ[24]）
- マウスどうぶつえん（2018年 - 、イエティのまなぶ）
- 攻殻機動隊 SAC_2045（2020年、ヤマダ）
- SAND LAND: THE SERIES（2024年、レジスタンス）

### ゲーム
2008年
- タツノコ VS. CAPCOM CROSS GENERATION OF HEROES
- 12RIVEN -the Ψcliminal of integral-

2009年
- STEINS;GATE
- ファイナルファンタジーXIII

2010年
- 剣と魔法と学園モノ。2G（ロッシ）
- コープスパーティー ブラッドカバー リピーティッドフィアー（田久地将五）
- 戦国BASARA3

2011年
- コープスパーティー Book of Shadows（島田快、田久地将五）
- 侍道4
- Rewrite（ゲンさん）

2012年
- アーマード・コアV（No.8）
- 幻想水滸伝 紡がれし百年の時（ヌミストロ、ツオムジン、ヤグアス・リウイス）
- コープスパーティー -THE ANTHOLOGY- サチコの恋愛遊戯♥Hysteric Birthday 2U（島田快、田久地将五、フルティン）
- テイルズ オブ エクシリア2
- デビルサマナー ソウルハッカーズ（ドラッグギア店主）
- ファイアーエムブレム 覚醒（カラム、ギャンレル）

2013年
- 真・女神転生IV
- NARUTO -ナルト- 疾風伝 ナルティメットストーム3（フー）
- メトロ ラストライト（鍛冶屋のアンドレイ）

2014年
- メタルギアソリッドV グラウンド・ゼロズ（兵士）
- コープスパーティー BLOOD DRIVE（島田快、田久地将五）
- 新・世界樹の迷宮2 ファフニールの騎士（ハイ・ラガードの衛士）
- NARUTO -ナルト- 疾風伝 ナルティメットストームレボリューション（フー）

2015年
- 幻影異聞録♯FE（ギャンレル）
- 絶対迎撃ウォーズ（ウェザオール）
- メタルギアソリッドV ファントムペイン（兵士、その他）

2016年
- ゴッドオブハイスクール【神スク】（大山熊）
- ファンタジーウォータクティクス（プロフェッサーアルフレッド、キラーマシンヘンリー）

2017年
- パラノーマルキス -Paranormal Kiss-（五十嵐隆二、三千院昴、五影堂碧人、真泰）

2019年
- ファイアーエムブレム 風花雪月（アロイス＝ランゲルト）
- ペルソナ5 ザ・ロイヤル
- ファイアーエムブレム ヒーローズ（2019年 - 2023年、ケンプフ、ギャンレル、カラム）

2022年
- ファイアーエムブレム無双 風花雪月（アロイス＝ランゲルト）

2023年
- ストリートファイター6（市民）
- 崩壊:スターレイル（ジョヴァンニ）

2024年
- 機動戦士ガンダム U.C. ENGAGE（2024年 - 2025年、ザンスカール兵、ネオ・ジオン将官）

### ドラマCD
- 今日もなお執事（スタッフ）
- 胡鶴捕物帳 第弐巻（前川）
- JIHAI〜磁海〜 シリーズ（議員秘書）
  - JIHAI〜磁海〜
  - JIHAI〜磁海〜 Second Code
  - JIHAI〜磁海〜 Third World
- セイント・バトラーズ 菫の大公と黒の家令（黒いマントの男）
- 空色パンデミック（ルソー）
- つきねこ（Ｊ太）
- 東海道HISAME -陽炎-（巨大髑髏）
- Drama CD 薔薇嬢のキス〜rose1〜（骨董店主）
- Holy Talker（拓実）
- MAUSU THEATER
  - Vol.003（「おとなり電波」）
  - Vol.011（「地獄、もういっぱいですよ!?」）
  - Vol.013 - Vol.014、Vol.016 - Vol18（「だいたいウチのゼウスが悪い」）
  - Vol.025（「予想通りで庵野嬢」）
  - Vol.036（「ない!?/ある!?」）
  - Vol.043 - Vol.048（「アニメ制作進行のお仕事!」）
  - Vol.059 （支配人）
  - Vol.066 （坂巻学歌唱の楽曲『LIVE AND AIM』収録）

### BLCD
- 愛しき爪の綾なす濡れごと（幸多郎）
- クリムゾン・スペル（長老）
- 黒豹の騎士 〜美しき提督の誘惑〜
- ネーム・オブ・ラブ（体育教師）
- 夢結び恋結び（葉子の父、高校生）
- 夢を見るヒマもない（アナウンサー）

### 吹き替え

#### 映画
- アルマゲドン2011
- 世界侵略: ロサンゼルス決戦
- セックス・アンド・ザ・シティ2
- 沈黙の復讐（ロニー〈ジョージ・レメス〉）
- プリースト
- マイティ・ソー

#### ドラマ
- iCarly
- 美男〈イケメン〉ラーメン店（チェ・ガンヒョク〈イ・ギウ〉）
- エグザイル 戦慄の絆
- KAMEN RIDER DRAGON KNIGHT（医師、師範、実況）
- 救命医ハンク3 セレブ診療ファイル
- glee/グリー
- クリミナル・マインド6 FBI行動分析課
- グレイズ・アナトミー（チャールズ・パーシー）
- 刑事トム・ソーン
- コールドケース6
- コッソンビ　二花院の秘密（ユク・ユクホ 〈イン・ギョジン〉）[40]
- コバート・アフェア シーズン2（ゴルカ）
- ザ・パシフィック
- CSI:ニューヨーク6、7
- ジャイアント（パク・ソテ〈イ・ムンシク〉）
- スパルタカス ゴッド・オブ・アリーナ
- TOUCH/タッチ
- ディフェンダーズ 闘う弁護士
- ハリーズ・ロー 裏通り法律事務所
- 反撃のレスキュー・ミッション
- ブラザーズ&シスターズ
- ボディ・オブ・プルーフ2 死体の証言（マーク）
- ホワイトチャペル2 終わりなき殺意
- マードック・ミステリー 〜刑事マードックの捜査ファイル〜（ゴール）
- マット・ルブランの元気か〜い?ハリウッド!
- ミディアム5、6 、7霊能者アリソン・デュボア
- 私はラブ・リーガル2

### ボイスオーバー
- 奇跡体験!アンビリバボー
- 地球ドラマチック「アブ・シンベル神殿を守れ!〜世紀の引っ越し大作戦〜」
- モーガン・フリーマン 時空を超えて

### 映画
- ヒカリ（2011年）※声の出演

### デジタルコミック
- VOMIC
  - スイート☆ミッション（大窪）
  - シュガーズ（桃谷一平）
  - 青の祓魔師（不良C、家族A、騎士団員A）
- BeeTV カノジョは嘘を愛しすぎてる（山崎蒼太[41]）

### ラジオドラマ
- 40歳独身のエリートサラリーマンが 「不動産投資」のカモにされて大損した件（2017年、須藤[42]）

### ラジオ
- つきねこラジオverマチネ2（DNEメディアステーション：2010年7月25日 - 2011年12月14日）
- も、もうかんべんしてください。（アニメイトTV：2011年5月 - 2012年9月7日）

### オーディオブック
- 池袋ウエストゲートパーク3 骨音（2011年）
- 朗読チャリティー企画「文芸あねもねR」少女病 近親者 ユキ（2013年、ミカの兄[43]）
- 朗読チャリティー企画「文芸あねもねR」川田伸子の少し特異なやりくち（2013年、男性5役[44]）
- 朗読チャリティー企画「文芸あねもねR」真智の火のゆくえ（2015年、上野[45]）
- 夢をかなえるゾウ2 ガネーシャと貧乏神（2013年）
- 世界から猫が消えたなら（2015年、ツタヤ）
- 永遠の0（2016年、大石賢一郎）
- 戦場のコックたち（2016年、ティモシー＆朗読）
- 田丸雅智のショートショート集　「夢巻」、「海色の壜」（2016年、朗読）
  - O型免許[46]
  - ギタリスト[47]
  - ふぐの恩返し[48]
  - 星を探して[49]
  - アドネコ[50]
- 神々の魔術 失われた古代文明の叡智 上巻・下巻（2018年、朗読）

### 舞台
- 第5回マウスプロモーション本公演「銀と赤のきおく」
- ロウドクノチカラ第8回公演「透明ポーラベア」
- ロウドクノチカラ第9回公演「マリアビートル」
- ロウドクノチカラ第10回公演「終末のフール」
- ぽわわわわん ろっこめ「あるひ森のなか短編にであった」[51]

### PV
- NEETING LIFE ニーティング・ライフ 1巻発売PV（2022年、長屋シゲミチ[52]）
- 異世界落語 第8巻PV（2024年、アルステッド、ニック[53]）
- ディメンションウェーブ 第7巻PV（2024年、オルトクレイ[54]）

### シリーズ一覧
1. ↑  第1シーズン（2009年）、第2シーズン『爆』（2010年 - 2011年）、第3シーズン『4D』（2011年）
2. ↑  第1期（2010年）、第2期『II』（2011年）
3. ↑  第1期（2010年 - 2011年）、第2期（2011年 - 2012年）、第3期（2012年 - 2013年）
4. ↑  第1期（2011年 - 2012年）、第2期『II』（2012年 - 2013年）
5. ↑  第1期（2012年）、第2期『PERFECT ORDER』（2012年）
6. ↑  『VIII』（2011年）、『IX』（2012年）